# Bréxent-Énocq
Bréxent-Énocq é uma comuna francesa na região administrativa de Altos da França, no departamento de Pas-de-Calais. Estende-se por uma área de 7,27 km². Em 2010 a comuna tinha 686 habitantes (densidade: 94,4 hab./km²).